# Burgruine Gradenegg

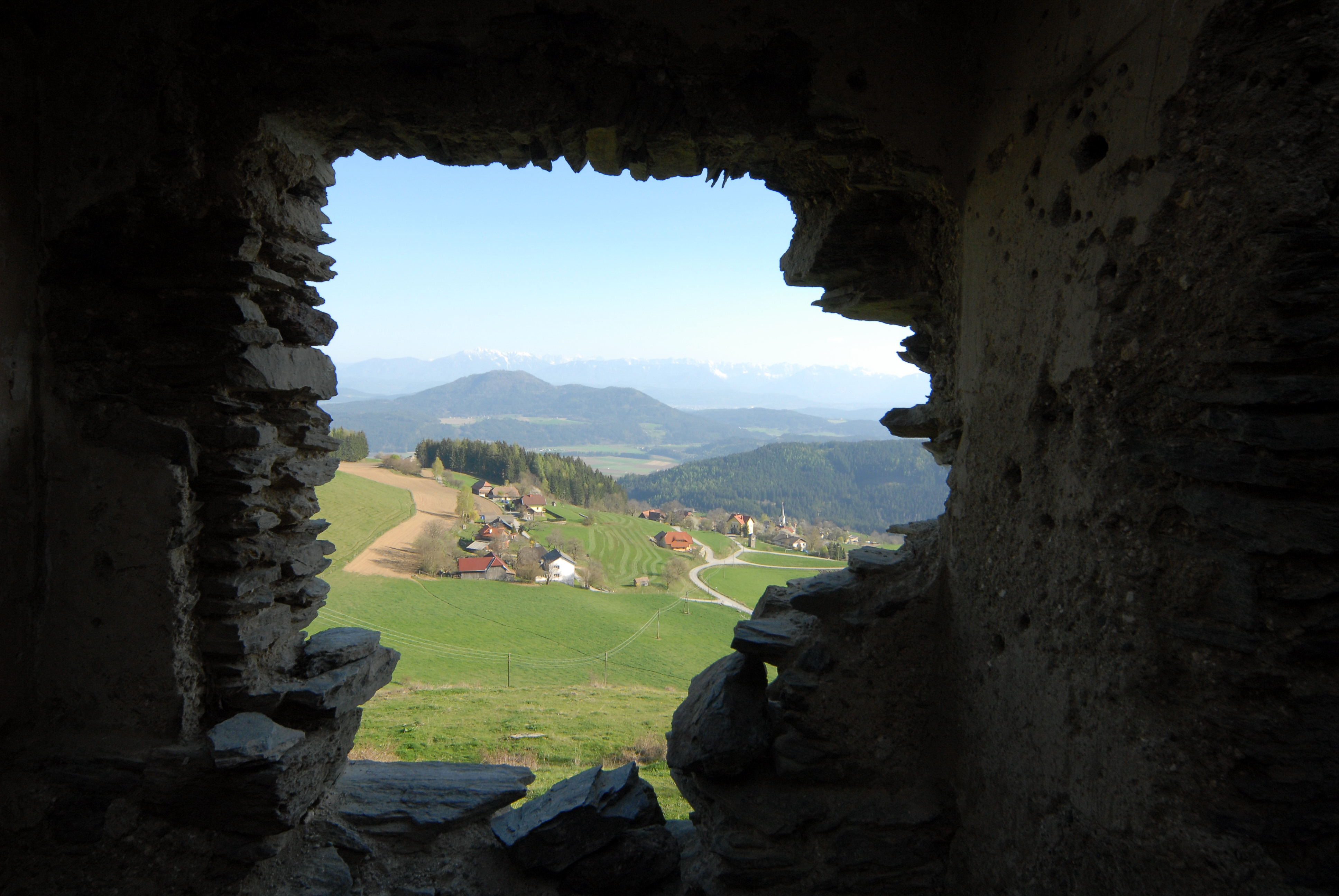
Blick von der Burgruine auf Gradenegg und den Ulrichsberg (2007)

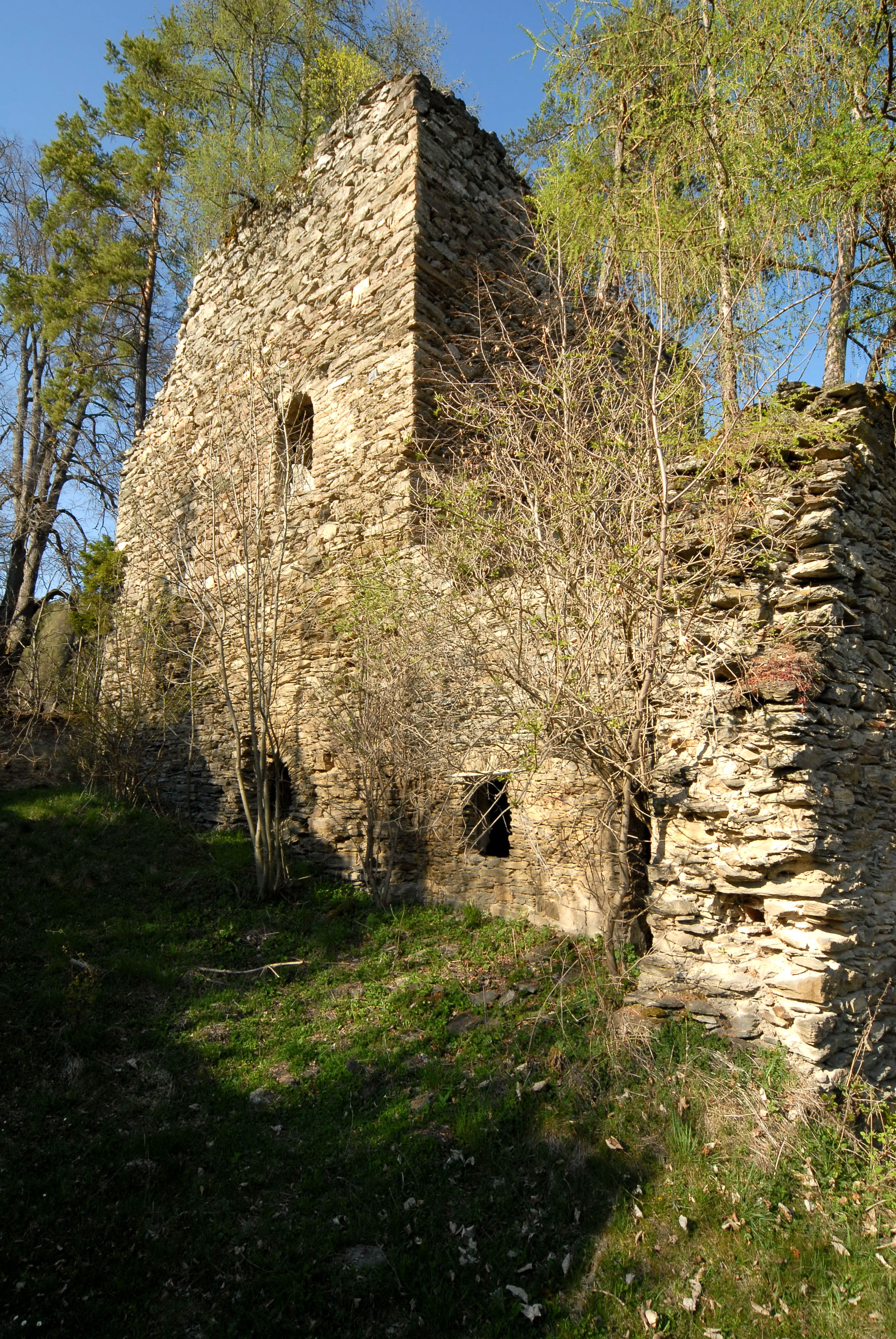
Bergfried der Burgruine (2007)

Die Burgruine Gradenegg ist die Ruine einer Höhenburg in der Gemeinde Liebenfels in Kärnten (Österreich).
Die kleine schon stark im Verfall begriffene Burganlage liegt rund 300 Meter über Glantalboden auf einer niederen felsigen Rückfallkuppe.

## Baubeschreibung
Den Kern der Anlage bildet ein wuchtiger romanischer Bergfried, um den sich einige Wirtschaftsgebäude aus dem 14./15. Jahrhundert gruppieren. Im Westen, getrennt vom Wirtschaftskomplex, schließt sich der dreigeschoßige Palas an. Das ehemals aus der ersten Bauphase stammende Gebäude wurde im 16. Jahrhundert großzügig umgebaut, erweitert und mit marmornen Fenster- und Türgewänden versehen. Die Burg ist mit einer Ringmauer aus dem 15. Jahrhundert umgeben. In der Nordost-Ecke dieser Umfriedung befindet sich ein kleiner Eckturm. Der Zugang zur Burg erfolgte ebenfalls von der Nordseite, wo sie von einem beachtlichen Halsgraben geschützt wird.

## Geschichte
Die erste urkundliche Erwähnung erfolgte am 27. Mai 1192, bezeugt durch Rudlandus de Gradnich als Ministeriale des Kärntner Herzogs. Er gehörte zum Geschlecht der Herren von Gradenegg, die mit Reinprecht von Gradenegg den letzten Repräsentanten dieses Geschlechtes auf dem Besitz im Jahre 1436 zeigten.
Der Kärntner Historiker Franz Xaver Kohla berichtet, dass im Jahre 1787 römische Kupfer- und Silbermünzen bei, oder in der Burg gefunden wurden. Auch alte Bergbaue werden von Kohla erwähnt.
Durch das schwere Erdbeben 1796 wurde die Burg schwer beschädigt und bald danach nur noch als Stallung und Wirtschaftsgebäude genutzt. Eine heute verschollene Zeichnung des Künstlers Markus Pernhart zeigt, dass die Burg um 1870 noch über alle Dächer verfügte, aber schon im Verfall begriffen war.